# Kloster Thulba

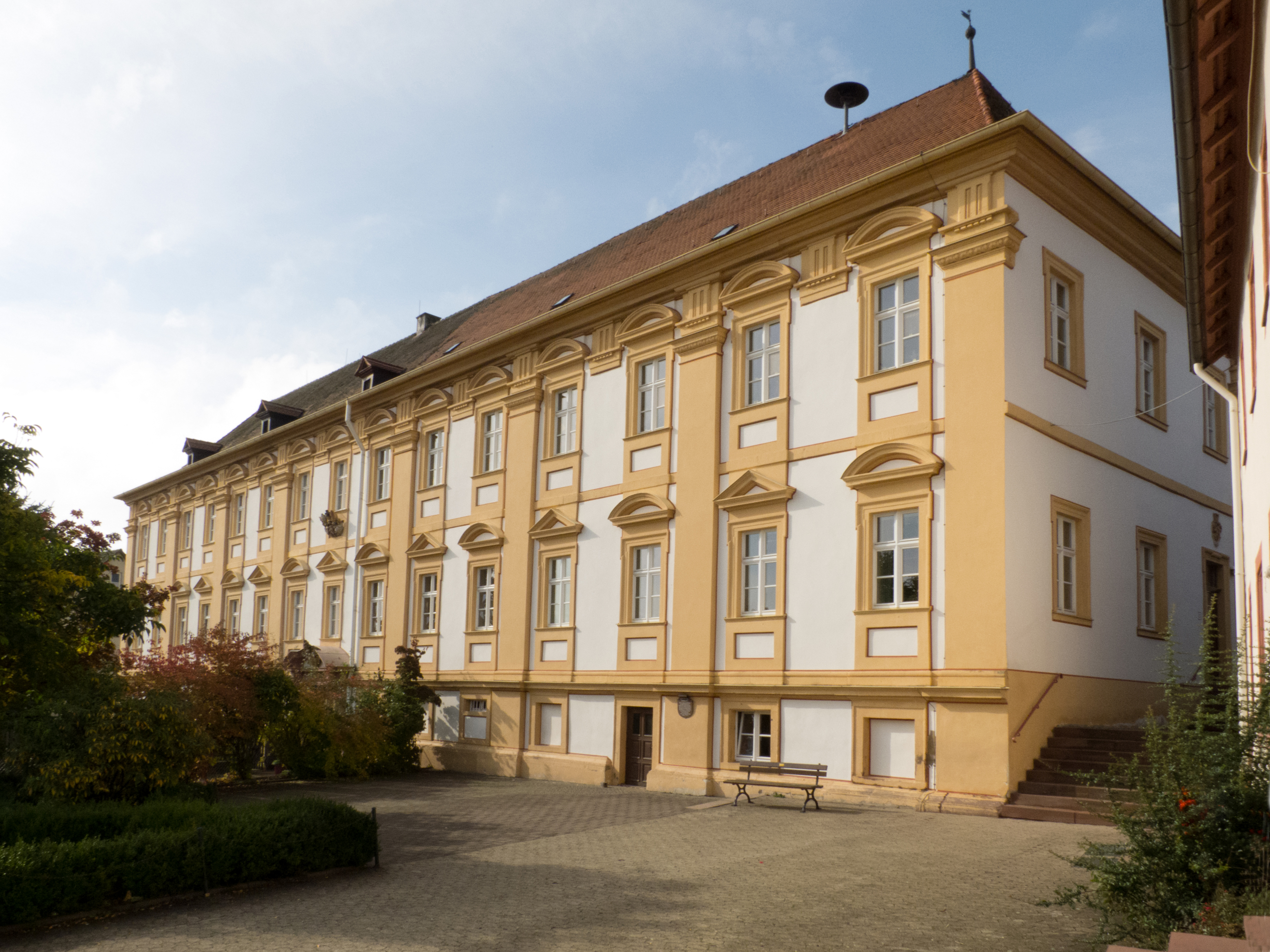
Neue Propstei Thulba

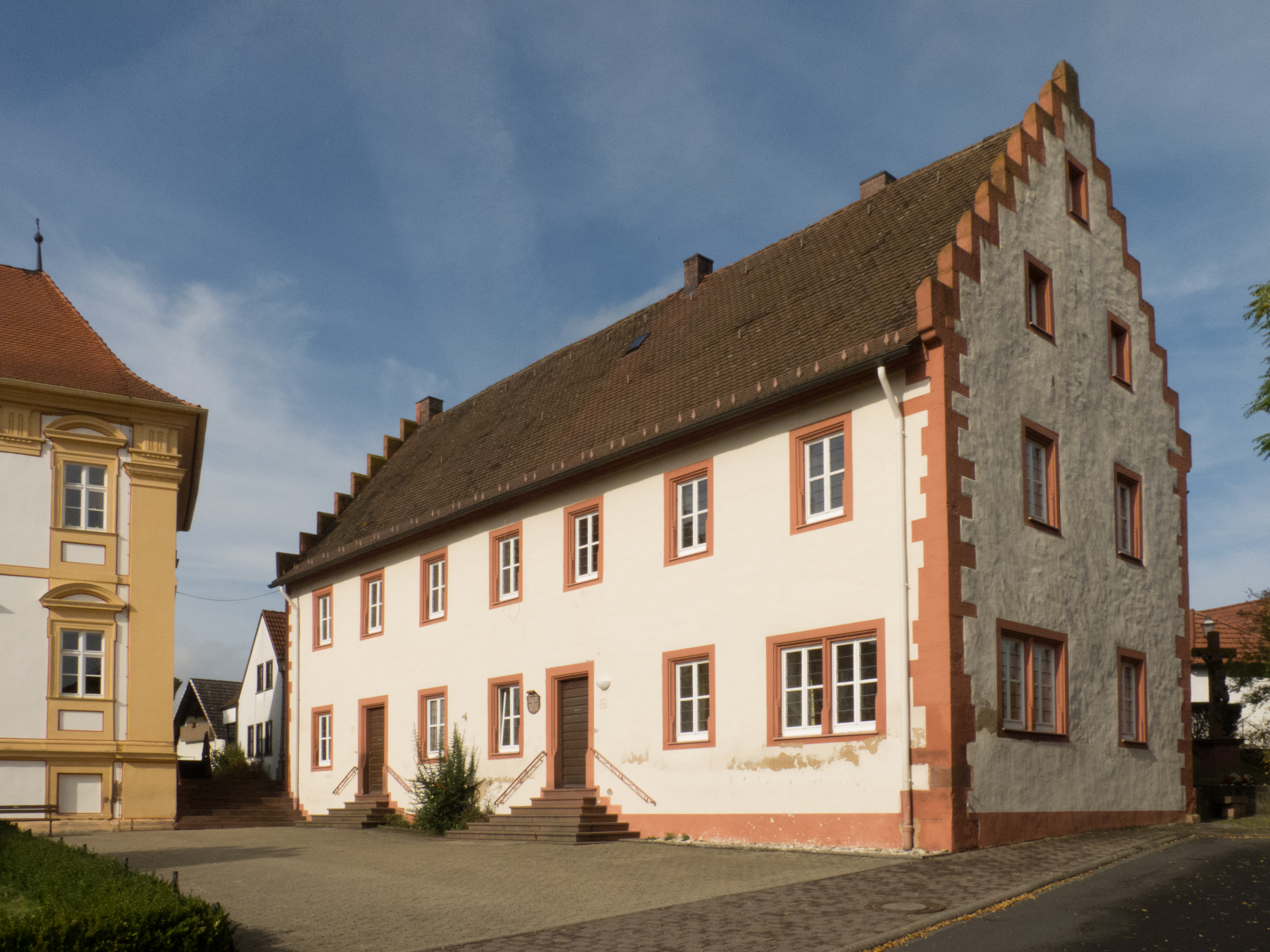
Alte Propstei (Treppengiebelhaus)

Das Kloster Thulba war ein Benediktinerinnenkloster der ehemaligen Fürstabtei Fulda in Thulba im Landkreis Bad Kissingen.

## Geschichte
Die „villa Thulba“ wird in Urkunden aus dem 8. Jahrhundert (796) über Schenkungen an die Abtei Fulda bezeugt. Eine erste Kirche wurde am 2. Mai 816 eingeweiht. Durch weitere Schenkungen wurde Thulba immer wichtiger für das Fuldaer Kloster. Als im Jahr 1127 der fuldische Ministeriale Gerlach von Herlingsberg und seine Gemahlin dem Abt Heinrich I. ihre Güter zur Gründung eines Männerklosters überließen, besetzte dieser jedoch das neue Kloster mit Benediktinerinnen. Mit dem Kloster wurde auch die noch heute bestehende Abteikirche St. Lambertus gebaut, welche aber im 16. Jahrhundert stark verfiel und erst ab 1629, während des Dreißigjährigen Krieges (1618–1648), von Propst Heinrich von Calenberg wieder aufgebaut wurde. 1141 bestätigte Papst Innozenz II. die Klostergründung. Das Kloster wuchs durch weitere Schenkungen und besaß im 16. Jahrhundert in mehr als fünfzig weit verstreuten Ortschaften Rechte und Güter. Eine Äbtissin leitete das Kloster und einem „Praepositus“ (Propst) oblag die Seelsorge und weltliche Verwaltung. Zur Betreuung der angeschlossenen Pfarreien stand ihm ein Pfarrer oder Vikar bei. Das Amt des Propstes selbst war Adeligen vorbehalten und der letzte vor dem Niedergang des Klosters, Valentin von Lüder, verwirtschaftete innerhalb weniger Jahre das Kloster zu einem Armenhaus.
Im Bauernkrieg wurde 1525 das Kloster und die Kirche verwüstet und die dreizehn noch verbliebenen Nonnen wurden vertrieben; sie fanden im Mutterkloster Fulda Aufnahme. Zwei Professschwestern des Benediktinerinnenpriorats St. Scholastika zur Gnadenpforte in Würzburg, Barbara Kreut und Margaretha von Ochsenfurt, die sich für einige Jahre zur Reformierung des Klosters in Thulba aufgehalten hatten, kehrten nach dessen Verwüstung nach Würzburg zurück. Die Gegenreformation unter dem Fuldaer Fürstabt Balthasar von Dernbach und die Streitigkeiten mit Bischof Julius Echter um das lutherische Hammelburg und damit auch um Thulba fanden erst 1602 durch einen Schiedsspruch des Kaisers ein Ende. Eine Wiederherstellung des Klosters gelang nicht, es wurde 1626 aufgelöst; die Verwaltung durch die Propstei blieb als Propsteiamt Thulba bis zur Säkularisation 1802 erhalten.

## Propstei
Die Pröpste wohnten außerhalb der Klausur und hatten dort nur ausnahmsweise Zutritt. Sie residierten im Treppengiebelhaus nördlich von Kirche und Kloster. Schon bald (1654, durch Fürstabt Joachim) gaben die Pröpste den Einwohnern von Thulba ihre Zentfreiheit und das Recht, den Schultheißen selbst zu wählen. Der unter Propst Benedikt von Rosenbusch (1687–1701) begonnene Bau der neuen Propstei, den der Franziskanerarchitekt Antonius Peyer vom Kloster Frauenberg in Fulda geplant hatte, vollendete sein Nachfolger Propst Friedrich von Buttlar 1706. 1802 wurde das Hochstift Fulda säkularisiert und damit auch die Propstei Thulba. Der letzte Propst, Aegil Reichlin von Meldegg, verließ Thulba und mit ihm seine 80 Bediensteten. Die Verwaltung der Güter oblag nun dem Staat. Der Pfarrer wohnte von 1603 bis 1854 in einem eigenen Pfarrhaus, bis das Pfarrhaus im Westflügel des Propstei-Gebäudes untergebracht wurde; den Ostflügel belegt seither und bis heute die Schule.

### Propsteibauten
Das Treppengiebelhaus beherbergte bis zum Bau der neuen Propstei die Pröpste und Kapläne. Später dienet es zunächst als Verwaltungsgebäude und dann als Gesindewohnung und zeitweise als Brauhaus. Heute wird es allgemein von der Gemeinde genutzt.
Das 1701–1706 gebaute, über dem Sockelgeschoss zweistöckige Propsteischloss ist mit seinem Walmdach neben der Kirche das beherrschende Gebäude des Ortes. Die Südfassade ist durch Pilaster horizontal in jeweils zwei Fenster und um das Portal drei Fenster umfassende Teile gegliedert. Über den Fenstern im 2. Stock wird ein Triglyphenfries regelmäßig von den Segmentüberdachungen der Fenster unterbrochen. Die Fenster im 1. Stock sind abwechselnd von Segment- und Dreiecksgiebeln überdacht. Über dem Portal befindet sich das Wappen des Propstes Friedrich von Buttlar und darüber des damaligen Abtes Adalbert von Schleifras. Die Mitte des Gebäudes wird durch das Treppenhaus beherrscht. An den Decken der Gänge befinden sich Gemälde und ein Zimmer besitzt Stuckaturen die vier Kardinaltugenden darstellend.

### Klosterbauten
Nach der Aufgabe des Klosters dienten die Klosterbauten jahrhundertelang als Steinbruch. Erhalten geblieben sind lediglich große Teile der Klostermauer, ein Teil des Kreuzgangs und vor allem die Kirche. Die noch im 19. Jahrhundert bestehende, terrassierte Gartenanlage mit Karpfenteich, südlich von Kirche und Kloster gelegen, ist heute in profane Privatgärten umgewandelt.

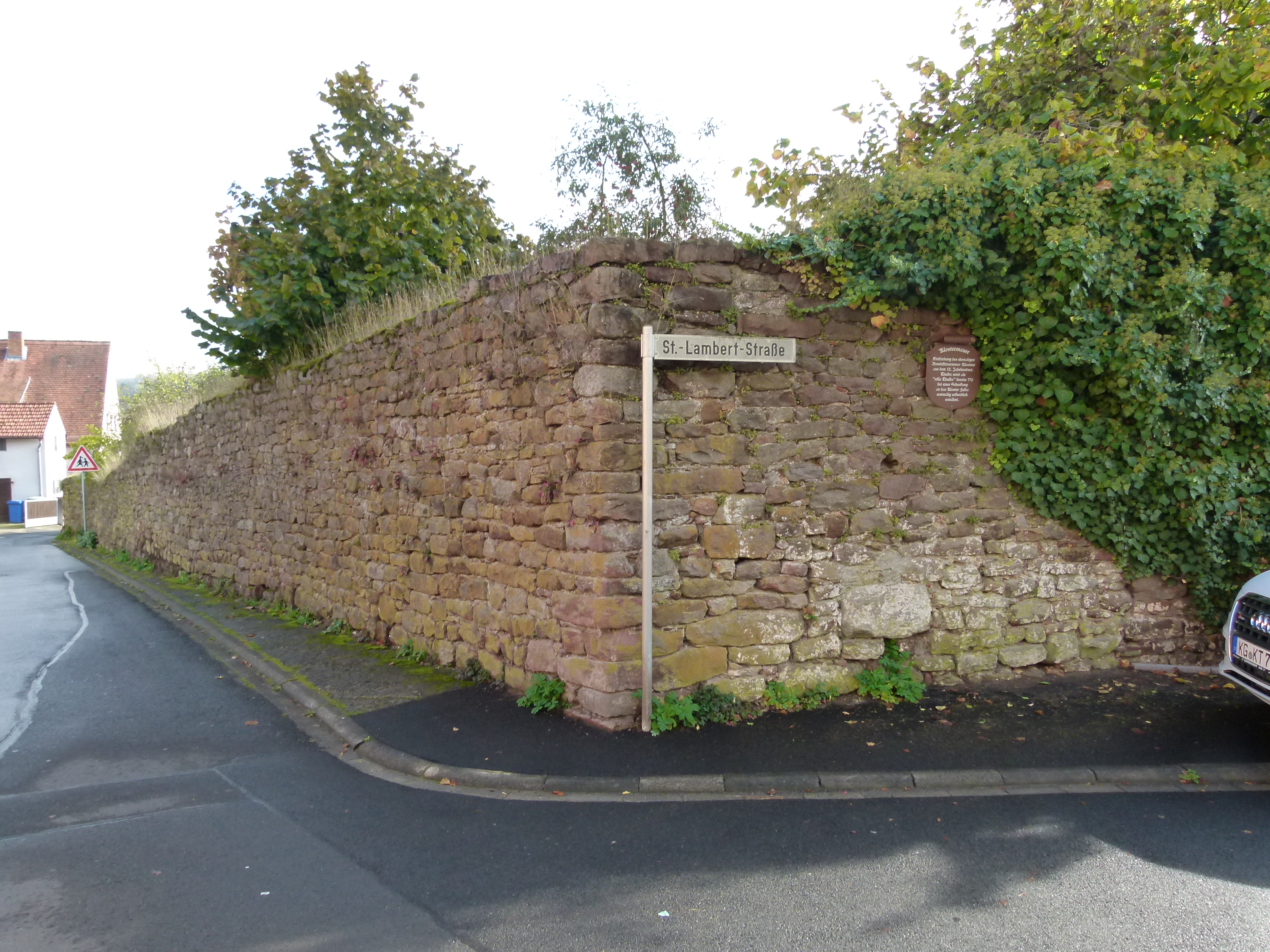
Klostermauer
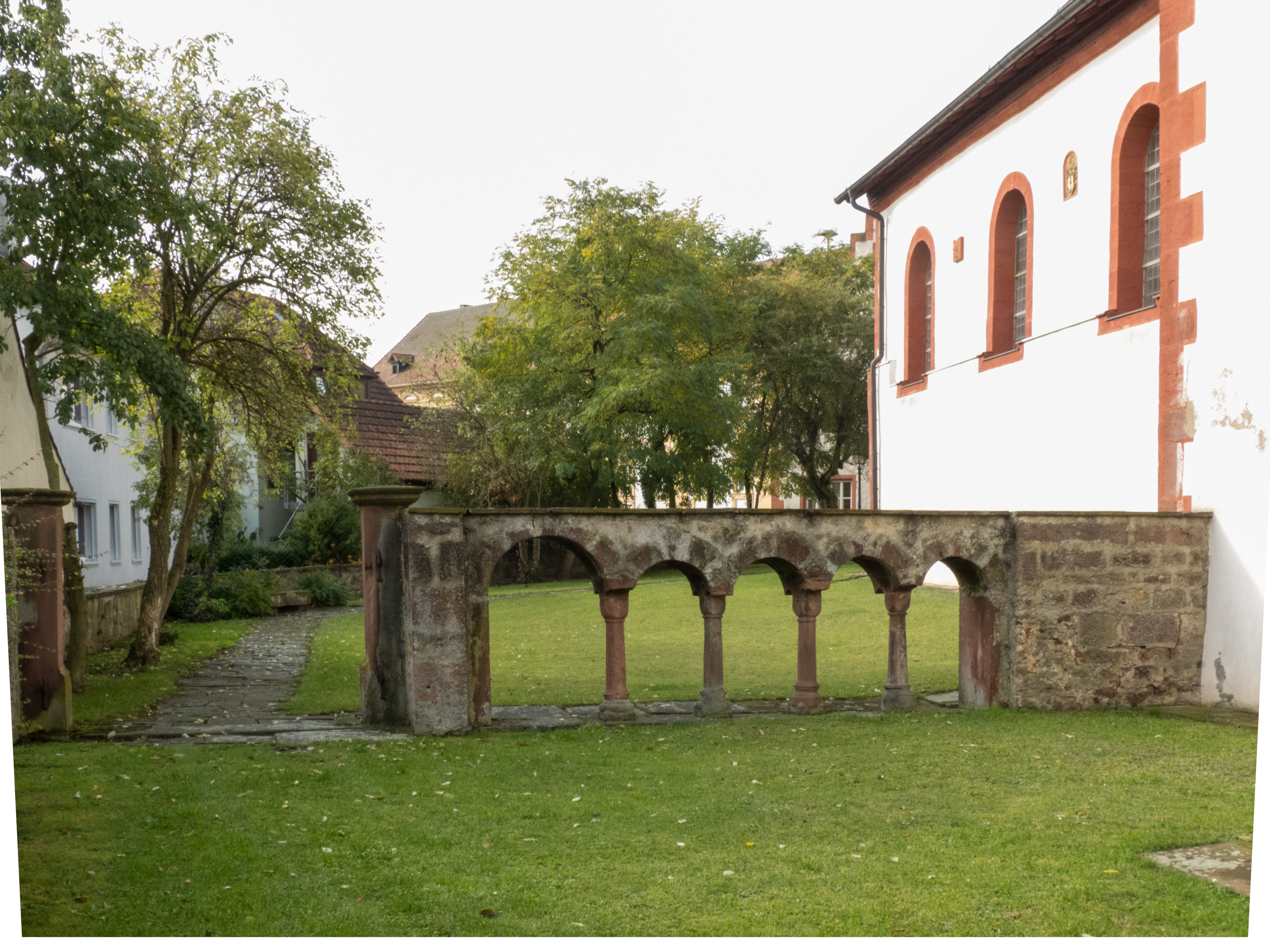
Reste des Klosterkreuzgangs

## Liste der bekannten Pröpste von Thulba
- Arnold (1221)
- Konrad (1265)
- Erpho von Ehrentraut (1292, 1307)
- Konrad von Tilia
- Reinhard Fink von Altenburg (1313, 1330)
- Wipoto von Mulich (seit 1331, 1333)
- Friedrich von Fischborn (nach 1353)
- Heinrich von Rieneck (1360)
- Sibold von Wambold (bis 1365)
- Johann von Strebekatz (1399–1410)
- Konrad vom Berg (bis 1417)
- Gottfried von Bimbach (1417–1422)
- Reinhard von Weilnau (1446–1476)
- Johannes von Henneberg (1476–1513)
- Adolf von Biedenfeld (1513–1514)
- Valentin von Lüder (seit 1514, 1525)
- Wolfgang Theoderich von Uissigheim (1541, 1550), ab 1550 Fürstabt, dann gleichzeitig Propst von Johannesberg, Petersberg, Frauenberg, zuvor Propst von Holzkirchen
- Johann Wolfgang Schott von Memmelsdorf (seit 1566)
- Wilhelm Hartmann von Klaur (Klauer) zu Wohra 1561–1567, später Fürstabt von Fulda und Propst von Johannesberg
- Heinrich Rau von Holzhausen (seit 1572?, 1590)
- Reinhard Ludwig von Dallwig (1601–1613), gleichzeitig Propst in Holzkirchen, Fürstabt von Fulda 1606–1622, zeitweise auch Propst von Johannesberg und Blankenau
- Eberhard Hermann Schutzbar gen. Milchling (1613–1625)
- Otto Heinrich von Calenberg (1625–1639)
- Johann Michael von Hochstetten (1651–1667)
- Magnus von Riedheim (1669–1677)
- Bonifaz von Ramstein (1677–1687)
- Benedikt von Rosenbusch (1687–1701), davor Propst in Blankenau, danach in Johannesberg und schließlich auf dem Andreasberg
- Friedrich von Buttlar (1701–1707), davor Propst in Holzkirchen, danach auf dem Johannesberg bei Fulda
- Konrad von Mengersen (1707–1710), danach Propst in Holzkirchen und danach auf dem Johannesberg
- Mauritius von Westphalen (1710–1721), davor Propst in Holzkirchen
- Franz von Calenberg (1721–1732), danach Propst in Blankenau
- Bonifaz von Hutten zu Stolzenberg (1732–1738), davor Propst in Holzkirchen, danach auf dem Petersberg
- Augustin von Bastheim (1738–1750), davor Propst in Sannerz
- Vinzenz von Buseck genannt Brandt (1750–1760)
- Benedikt von Zievel (1760–1778), davor Propst in Holzkirchen und Sannerz
- Adalbert von Harstall (1778–1788), Administrator 1777–1778, amtierte als Propst 1778–1788, danach Fürstbischof in Fulda
- Benedikt von Ostheim (1788–1794), danach St. Andreas
- Konstantin von Guttenberg (1794–1801)
- Aegil Reichlin von Meldegg (1801–1802), letzter Propst